# 三清教育隊
三清教育隊（：／），是大韓民國第五共和國時期設立的矯正機構，曾因虐待入隊者而有人權侵犯紀錄。

## 概要
全斗煥在雙十二政變成功掌握政權後，提出一掃社會上無賴漢的口號，在江原道設立教育隊。值得一提的是，三清教育队的得名与位于首尔钟路区的三清洞无关。
1980年8月至1981年1月間，有67555人被檢舉，由審査委員会分為ABCD四類：A類由軍事法庭處理，D類由警察警戒處分，BC類則加入三清教育隊。
入隊者多為黑道成員，還有15000個未成年人士和319名女性，入隊的還有民主化運動活動家，打壓民主化運動意圖明顯。
入隊者受到精神和肉體虐待，在54人在隊內服刑期間死亡，397人出隊後死亡，受精神障礙者達2678人。
隊內真實情況長期處於非公開狀態，直到2006年2月盧武鉉政權下的行政自治部內的國家記錄院公開調査結果實態。2004年1月制定了「三清教育隊被害者名譽恢復與保障法」，並設置了補償審議委員會。